# Vòng bảng Cúp AFC 2020
Vòng bảng Cúp AFC 2020 diễn ra từ ngày 10 tháng 2 đến ngày 24 tháng 6 năm 2020. Tổng cộng 36 đội bóng tham gia vòng bảng để chọn ra 11 suất tại vòng đấu loại trực tiếp sau đó Cúp AFC 2020.

## Bốc thăm
Lễ bốc thăm vòng bảng được tổ chức vào lúc 14:00 MYT ngày 10 tháng 12 năm 2019 (UTC+8), tại tòa nhà AFC ở Kuala Lumpur, Malaysia. 36 đội bóng được chia ra làm 9 bảng có 4 đội: 3 bảng ở Khu vực Tây Á (Bảng A–C) và Khu vực Đông Nam Á (Bảng F–H), và mỗi bảng ở các khu vực Trung Á (Bảng D), Khu vực Nam Á (Bảng E) và khu vực Đông Á (Bảng I). Các đội đến từ cùng hiệp hội ở Khu vực Tây Á và khu vực Đông Nam Á không được xếp chung bảng.
Cơ chế bốc thăm như sau:
- Với Khu vực Tây Á, lễ bốc thăm được diễn ra dành cho 5 hiệp hội với 2 suất trực tiếp (Syria, Jordan, Kuwait, Bahrain, Liban) để xác định thứ tự các hiệp hội giữ các vị trí trong bảng đấu (đội được xếp hạt giống cao hơn của từng hiệp hội được xếp vào vị trí đầu tiên, đội được xếp hạt giống thấp hơn được xếp vào vị trí thứ hai): A1 và B2, B1 và C2, C1 và A2, A3 và B4, B3 và C4. Đội có suất trực tiếp của Oman và đội thắng vòng play-off lần lượt được xếp vào các vị trí C3 và A4.
- Với khu vực Đông Nam Á, lễ bốc thăm được diễn ra dành cho 3 hiệp hội có 2 suất trực tiếp (Việt Nam, Philippines, Singapore) để xác định thứ tự các hiệp hội giữ các vị trí trong bảng đấu (đội được xếp hạt giống cao hơn của từng hiệp hội được xếp vào vị trí đầu tiên, đội được xếp hạt giống thấp hơn được xếp vào vị trí thứ hai): F1 và G2, G1 và H2, H1 và F2; một lễ bốc thăm khác được diễn ra dành cho 3 hiệp hội có 1 suất trực tiếp (Indonesia, Myanmar, Lào) để xác định thứ tự các hiệp hội giữ các vị trí trong bảng đấu (suất trực tiếp của từng hiệp hội được xếp vào vị trí đầu tiên, đội thắng vòng play-off từ từng hiệp hội có thể đi tiếp vào vị trí thứ hai): F3 và G4, G3 và H4, H3 và F4.
- Với các khu vực Trung Á, Nam Á và Đông Á, không có lễ bốc thăm nào được diễn ra. Các suất trực tiếp được xếp vào các vị trí 1, 2, 3 trong các bảng đấu dựa trên thứ hạng hiệp hội (Khu vực Trung Á: Tajikistan, Turkmenistan, Kyrgyzstan; Khu vực Nam Á: Ấn Độ, Maldives, Bangladesh; Khu vực Đông Á: Hồng Kông, Trung Hoa Đài Bắc, Ma Cao), và đội thắng vòng play-off được xếp vào vị trí số 4 trong bảng đấu.

36 đội sau bước vào lễ bốc thăm vòng bảng, trong đó có 29 suất trực tiếp và 7 đội thắng vòng play-off của vòng loại play-off, mà danh tính của họ chưa được biết vào thời điểm bốc thăm.
| Khu vực            | Bảng | Đội bóng        | Đội bóng        | Đội bóng          | Đội bóng                                        |
| ------------------ | ---- | --------------- | --------------- | ----------------- | ----------------------------------------------- |
| Khu vực Tây Á      | A–C  | Al-Jaish        | Al-Wathba       | Al-Riffa          | Manama                                          |
| Khu vực Tây Á      | A–C  | Al-Faisaly      | Al-Jazeera      | Al-Ahed           | Al-Ansar                                        |
| Khu vực Tây Á      | A–C  | Al-Kuwait       | Al-Qadsia       | Dhofar            | Hilal Al-Quds (Đội thắng Play-off Tây Á)        |
| Khu vực Trung Á    | D    | Istiklol        | Altyn Asyr      | Dordoi            | Khujand (Đội thắng Play-off Trung Á)            |
| Khu vực Nam Á      | E    | Chennai City    | TC Sports       | Bashundhara Kings | Maziya (Đội thắng Play-off Nam Á)               |
| Khu vực Đông Nam Á | F–H  | TP. Hồ Chí Minh | Than Quảng Ninh | Bali United       | PSM Makassar (Đội thắng Play-off Đông Nam Á 1)  |
| Khu vực Đông Nam Á | F–H  | Ceres–Negros    | Kaya–Iloilo     | Shan United       | Yangon United (Đội thắng Play-off Đông Nam Á 2) |
| Khu vực Đông Nam Á | F–H  | Tampines Rovers | Hougang United  | Lao Toyota        | Svay Rieng (Đội thắng Play-off Đông Nam Á 3)    |
| Eat Asia Zone      | I    | Đại Phố         | Đại Đồng        | MUST CPK          | TBD (Đội thắng Play-off Đông Á)                 |

Đội dự phòng
- Al-Wehdat (cho Al-Faisaly)
- Al-Salmiya (cho Al-Kuwait)
- Al-Muharraq (cho Al-Riffa)
- Regar-TadAZ (cho Istiklol)
- FC Goa (cho Chennai City)
- Geylang International (cho Tampines Rovers)
- Persebaya Surabaya (cho Bali United)[note 2]
- Ayeyawady United (cho Shan United)

## Thể thức
Ở vòng bảng, mỗi bảng sẽ thi đấu theo thể thức vòng tròn 2 lượt. Những đội sau sẽ đi tiếp vào vòng đấu loại trực tiếp:
- Các đội nhất bảng và nhì bảng xuất sắc nhất ở Khu vực Tây Á và Đông Nam Á sẽ đi tiếp vào vòng bán kết khu vực.
- Các đội nhất bảng của Khu vực Trung Á, Nam Á và Đông Á sẽ đi tiếp vào vòng bán kết liên khu vực.

Trong trường hợp mà một bảng chỉ có 3 đội, bảng đó có thể sẽ thi đấu theo thể thức vòng tròn kép được tổ chức bởi 2 đội nếu có ít nhất 2 đội đồng ý với thể thức này (Điều lệ Khoản 10.1.7).

### Tiêu chí
Các đội được xếp hạng theo điểm số (3 điểm cho mỗi trận thắng, 1 điểm cho mỗi trận hòa, 0 điểm cho 1 trận thua). Nếu bằng điểm nhau, các tiêu chí phân hạng sẽ được áp dụng theo thứ tự sau (Điều lệ Khoản 10.5):
1. Điểm số trong những trận đối đầu trực tiếp giữa các đội;
2. Hiệu số bàn thắng thua trong những trận đối đầu trực tiếp giữa các đội;
3. Số bàn thắng ghi được trong những trận đối đầu trực tiếp giữa các đội;
4. Số bàn thắng sân khách ghi được trong những trận đối đầu trực tiếp giữa các đội;
5. Nếu có nhiều hơn hai đội bằng điểm, và sau khi xét hết tất cả những tiêu chí đối đầu trên, 1 tập hợp các đội vẫn có chỉ số bằng nhau, tất cả các tiêu chí đối đầu trên sẽ được tái áp dụng riêng cho tập hợp này;
6. Hiệu số bàn thắng thua trong tất cả các trận đấu vòng bảng;
7. Số bàn thắng ghi được trong tất cả các trận đấu vòng bảng;
8. Sút luân lưu nếu chỉ có hai đội thi đấu với nhau trong lượt trận cuối của vòng bảng có các chỉ số bằng nhau;
9. Điểm kỷ luật (thẻ vàng = 1 điểm, thẻ đỏ gián tiếp = 3 điểm, thẻ đỏ trực tiếp = 3 điểm, thẻ vàng và sau đó là 1 thẻ đỏ trực tiếp = 4 điểm);
10. Thứ hạng hiệp hội;
11. Bốc thăm.

## Lịch thi đấu
Lịch thi đấu cho từng lượt trận như sau (W: Khu vực Tây Á; C: Khu vực Trung Á; S: Khu vực Nam Á; A: Khu vực Đông Nam Á; E: Khu vực Đông Á).
- Các trận đấu ở Khu vực Tây Á được diễn ra vào các ngày thứ Hai và thứ Ba. Một hoặc hai bảng sẽ thi đấu vào từng ngày, với những bảng sau thi đấu vào các ngày thứ Hai:
  - Lượt trận thứ nhất and thứ hai: Bảng A and B
  - Lượt trận thứ ba: Bảng A and C
  - Lượt trận thứ tư: Bảng B
  - Lượt trận thứ năm and sáu: Bảng C
- Các trận đấu ở Khu vực Đông Nam Á được diễn ra vào các ngày thứ Ba và thứ Tư. Một hoặc hai bảng sẽ thi đấu vào từng ngày, với những bảng sau thi đấu vào các ngày thứ Ba:
  - Lượt trận thứ nhất and hai: Bảng F and G
  - Lượt trận thứ ba: Bảng F and H
  - Lượt trận thứ tư: Bảng G
  - Lượt trận thứ năm and sáu: Bảng H
- Các trận đấu ở Khu vực Tây Á, Khu vực Nam Á, Khu vực Đông Á được diễn ra vào các ngày thứ Tư. Nếu 2 đội đến từ cùng một hiệp hội thi đấu trên sân nhà cùng một lượt trận, trận đấu sân nhà của đội xếp hạng hạt giống thấp hơn được chuyển sang ngày thứ Ba.

| Lượt trận          | Ngày                   | Ngày                | Trận đấu                         |
| Lượt trận          | W, A                   | C, S, E             | Trận đấu                         |
| ------------------ | ---------------------- | ------------------- | -------------------------------- |
| Lượt trận thứ nhất | 10–12 tháng 2 năm 2020 | 11 tháng 3 năm 2020 | Đội 1 vs. Đội 4, Đội 3 vs. Đội 2 |
| Lượt trận thứ hai  | 24–26 tháng 2 năm 2020 | 15 tháng 2 năm 2020 | Đội 4 vs. Đội 3, Đội 2 vs. Đội 1 |
| Lượt trận thứ ba   | 9–11 tháng 3 năm 2020  | 29 tháng 4 năm 2020 | Đội 4 vs. Đội 2, Đội 1 vs. Đội 3 |
| Lượt trận thứ tư   | 13–15 tháng 4 năm 2020 | 13 tháng 5 năm 2020 | Đội 2 vs. Đội 4, Đội 3 vs. Đội 1 |
| Lượt trận thứ năm  | 27–29 tháng 4 năm 2020 | 27 tháng 5 năm 2020 | Đội 4 vs. Đội 1, Đội 2 vs. Đội 3 |
| Lượt trận thứ sáu  | 11–13 tháng 5 năm 2020 | 17 tháng 5 năm 2020 | Đội 1 vs. Đội 2, Đội 3 vs. Đội 4 |

## Vòng bảng

### Bảng A
| VT | Đội               | ST | T | H | B | BT | BB | HS | Đ | Giành quyền tham dự     |
| -- | ----------------- | -- | - | - | - | -- | -- | -- | - | ----------------------- |
| 1  | Al Jaish          | 2  | 1 | 1 | 0 | 1  | 0  | +1 | 4 | Vòng đấu loại trực tiếp |
| 2  | Manama Club       | 2  | 1 | 1 | 0 | 1  | 0  | +1 | 4 | Vòng đấu loại trực tiếp |
| 3  | Al Ahed FC        | 2  | 1 | 0 | 1 | 2  | 2  | 0  | 3 |                         |
| 4  | Hilal Alquds Club | 2  | 0 | 0 | 2 | 1  | 3  | −2 | 0 |                         |

| Al-Jaish | 0–0                      | Manama |
| -------- | ------------------------ | ------ |
|          | Live Report Stats Report |        |

| Al-Ahed                  | 2–1                      | Hilal Al-Quds |
| ------------------------ | ------------------------ | ------------- |
| - Al Ali 56' - Zreik 84' | Live Report Stats Report | - Mahamid 15' |

| Manama         | 1–0                      | Al-Ahed |
| -------------- | ------------------------ | ------- |
| - Al-Anezi 69' | Live Report Stats Report |         |

| Hilal Al-Quds | 0–1                      | Al-Jaish       |
| ------------- | ------------------------ | -------------- |
|               | Live Report Stats Report | - Al Wakid 37' |

| Hilal Al-Quds | v                        | Manama |
| ------------- | ------------------------ | ------ |
|               | Live Report Stats Report |        |

| Al-Ahed | v                        | Al-Jaish |
| ------- | ------------------------ | -------- |
|         | Live Report Stats Report |          |

| Manama | v                        | Hilal Al-Quds |
| ------ | ------------------------ | ------------- |
|        | Live Report Stats Report |               |

| Al-Jaish | v                        | Al-Ahed |
| -------- | ------------------------ | ------- |
|          | Live Report Stats Report |         |

| Hilal Al-Quds | v                        | Al-Ahed |
| ------------- | ------------------------ | ------- |
|               | Live Report Stats Report |         |

| Manama | v                        | Al-Jaish |
| ------ | ------------------------ | -------- |
|        | Live Report Stats Report |          |

| Al-Ahed | v                        | Manama |
| ------- | ------------------------ | ------ |
|         | Live Report Stats Report |        |

| Al-Jaish | v                        | Hilal Al-Quds |
| -------- | ------------------------ | ------------- |
|          | Live Report Stats Report |               |

### Bảng B
| VT | Đội         | ST | T | H | B | BT | BB | HS | Đ | Giành quyền tham dự     |
| -- | ----------- | -- | - | - | - | -- | -- | -- | - | ----------------------- |
| 1  | Kuwait SC   | 2  | 1 | 1 | 0 | 1  | 0  | +1 | 4 | Vòng đấu loại trực tiếp |
| 2  | Al Ansar FC | 2  | 1 | 0 | 1 | 4  | 4  | 0  | 3 | Vòng đấu loại trực tiếp |
| 3  | Al Wathba   | 2  | 0 | 2 | 0 | 0  | 0  | 0  | 2 |                         |
| 4  | Al Faisaly  | 2  | 0 | 1 | 1 | 3  | 4  | −1 | 1 |                         |

| Al-Kuwait        | 1–0                      | Al-Ansar |
| ---------------- | ------------------------ | -------- |
| - Al Buraiki 17' | Live Report Stats Report |          |

| Al-Faisaly | 0–0                      | Al-Wathba |
| ---------- | ------------------------ | --------- |
|            | Live Report Stats Report |           |

| Al-Wathba | 0–0                      | Al-Kuwait |
| --------- | ------------------------ | --------- |
|           | Live Report Stats Report |           |

| Al-Ansar                                               | 4–3                      | Al-Faisaly                          |
| ------------------------------------------------------ | ------------------------ | ----------------------------------- |
| - Maatouk 16' - Tall 42', 90+4' (ph.đ.) - Shibriko 51' | Live Report Stats Report | - Al-Jbarat 10' - Hamdouni 61', 82' |

| Al-Wathba | v                        | Al-Ansar |
| --------- | ------------------------ | -------- |
|           | Live Report Stats Report |          |

| Al-Faisaly | v                        | Al-Kuwait |
| ---------- | ------------------------ | --------- |
|            | Live Report Stats Report |           |

| Al-Ansar | v                        | Al-Wathba |
| -------- | ------------------------ | --------- |
|          | Live Report Stats Report |           |

| Al-Kuwait | v                        | Al-Faisaly |
| --------- | ------------------------ | ---------- |
|           | Live Report Stats Report |            |

| Al-Wathba | v                        | Al-Faisaly |
| --------- | ------------------------ | ---------- |
|           | Live Report Stats Report |            |

| Al-Ansar | v                        | Al-Kuwait |
| -------- | ------------------------ | --------- |
|          | Live Report Stats Report |           |

| Al-Faisaly | v                        | Al-Ansar |
| ---------- | ------------------------ | -------- |
|            | Live Report Stats Report |          |

| Al-Kuwait | v                        | Al-Wathba |
| --------- | ------------------------ | --------- |
|           | Live Report Stats Report |           |

### Bảng C
| VT | Đội         | ST | T | H | B | BT | BB | HS | Đ | Giành quyền tham dự     |
| -- | ----------- | -- | - | - | - | -- | -- | -- | - | ----------------------- |
| 1  | Qadsia FC   | 1  | 1 | 0 | 0 | 2  | 1  | +1 | 3 | Vòng đấu loại trực tiếp |
| 2  | Dhofar Club | 1  | 1 | 0 | 0 | 1  | 0  | +1 | 3 | Vòng đấu loại trực tiếp |
| 3  | Riffa       | 2  | 1 | 0 | 1 | 3  | 2  | +1 | 3 |                         |
| 4  | Al Jazeera  | 2  | 0 | 0 | 2 | 0  | 3  | −3 | 0 |                         |

| Al-Riffa      | 1–2                      | Al-Qadsia                                 |
| ------------- | ------------------------ | ----------------------------------------- |
| - Marhoon 81' | Live Report Stats Report | - S. Al Enezi 25' - Al Hashan 74' (ph.đ.) |

| Dhofar                   | 1–0                      | Al-Jazeera |
| ------------------------ | ------------------------ | ---------- |
| - Al-Muqbali 60' (ph.đ.) | Live Report Stats Report |            |

| Al-Jazeera | 0–2                      | Al-Riffa                  |
| ---------- | ------------------------ | ------------------------- |
|            | Live Report Stats Report | - Haram 7' - Soulah 90+2' |

| Al-Qadsia | v                        | Dhofar |
| --------- | ------------------------ | ------ |
|           | Live Report Stats Report |        |

| Al-Qadsia | v                        | Al-Jazeera |
| --------- | ------------------------ | ---------- |
|           | Live Report Stats Report |            |

| Al-Riffa | v                        | Dhofar |
| -------- | ------------------------ | ------ |
|          | Live Report Stats Report |        |

| Al-Jazeera | v                        | Al-Qadsia |
| ---------- | ------------------------ | --------- |
|            | Live Report Stats Report |           |

| Dhofar | v                        | Al-Riffa |
| ------ | ------------------------ | -------- |
|        | Live Report Stats Report |          |

| Al-Qadsia | v                        | Al-Riffa |
| --------- | ------------------------ | -------- |
|           | Live Report Stats Report |          |

| Al-Jazeera | v                        | Dhofar |
| ---------- | ------------------------ | ------ |
|            | Live Report Stats Report |        |

| Al-Riffa | v                        | Al-Jazeera |
| -------- | ------------------------ | ---------- |
|          | Live Report Stats Report |            |

| Dhofar | v                        | Al-Qadsia |
| ------ | ------------------------ | --------- |
|        | Live Report Stats Report |           |

### Bảng D
| VT | Đội           | ST | T | H | B | BT | BB | HS | Đ | Giành quyền tham dự     |
| -- | ------------- | -- | - | - | - | -- | -- | -- | - | ----------------------- |
| 1  | FC Istiklol   | 1  | 1 | 0 | 0 | 2  | 0  | +2 | 3 | Vòng đấu loại trực tiếp |
| 2  | Altyn Asyr FC | 0  | 0 | 0 | 0 | 0  | 0  | 0  | 0 | Vòng đấu loại trực tiếp |
| 3  | Dordoi FC     | 0  | 0 | 0 | 0 | 0  | 0  | 0  | 0 |                         |
| 4  | FC Khujand    | 1  | 0 | 0 | 1 | 0  | 2  | −2 | 0 |                         |

| Istiklol                        | 2–0                      | Khujand |
| ------------------------------- | ------------------------ | ------- |
| - M. Dzhalilov 21', 29' (ph.đ.) | Live Report Stats Report |         |

| Dordoi | v                        | Altyn Asyr |
| ------ | ------------------------ | ---------- |
|        | Live Report Stats Report |            |

| Khujand | v                        | Dordoi |
| ------- | ------------------------ | ------ |
|         | Live Report Stats Report |        |

| Altyn Asyr | v                        | Istiklol |
| ---------- | ------------------------ | -------- |
|            | Live Report Stats Report |          |

| Khujand | v                        | Altyn Asyr |
| ------- | ------------------------ | ---------- |
|         | Live Report Stats Report |            |

| Istiklol | v                        | Dordoi |
| -------- | ------------------------ | ------ |
|          | Live Report Stats Report |        |

| Altyn Asyr | v                        | Khujand |
| ---------- | ------------------------ | ------- |
|            | Live Report Stats Report |         |

| Dordoi | v                        | Istiklol |
| ------ | ------------------------ | -------- |
|        | Live Report Stats Report |          |

| Khujand | v                        | Istiklol |
| ------- | ------------------------ | -------- |
|         | Live Report Stats Report |          |

| Altyn Asyr | v                        | Dordoi |
| ---------- | ------------------------ | ------ |
|            | Live Report Stats Report |        |

| Istiklol | v                        | Altyn Asyr |
| -------- | ------------------------ | ---------- |
|          | Live Report Stats Report |            |

| Dordoi | v                        | Khujand |
| ------ | ------------------------ | ------- |
|        | Live Report Stats Report |         |

### Bảng E
| VT | Đội                        | ST | T | H | B | BT | BB | HS | Đ | Giành quyền tham dự     |
| -- | -------------------------- | -- | - | - | - | -- | -- | -- | - | ----------------------- |
| 1  | Bashundhara Kings          | 1  | 1 | 0 | 0 | 5  | 1  | +4 | 3 | Vòng đấu loại trực tiếp |
| 2  | Maziya Sports & Recreation | 1  | 0 | 1 | 0 | 2  | 2  | 0  | 1 | Vòng đấu loại trực tiếp |
| 3  | Chennai City FC            | 1  | 0 | 1 | 0 | 2  | 2  | 0  | 1 |                         |
| 4  | TC Sports Club             | 1  | 0 | 0 | 1 | 1  | 5  | −4 | 0 |                         |

| Bashundhara Kings                                     | 5–1                      | TC Sports  |
| ----------------------------------------------------- | ------------------------ | ---------- |
| - Barcos 18', 26', 68' (ph.đ.), 90+2' - Colindres 76' | Live Report Stats Report | - Easa 21' |

| Chennai City    | 2–2                      | Maziya                       |
| --------------- | ------------------------ | ---------------------------- |
| - Fito 11', 90' | Live Report Stats Report | - Irufaan 64' - Mahudhee 67' |

| Maziya | v                        | Bashundhara Kings |
| ------ | ------------------------ | ----------------- |
|        | Live Report Stats Report |                   |

| TC Sports | v                        | Chennai City |
| --------- | ------------------------ | ------------ |
|           | Live Report Stats Report |              |

| Maziya | v                        | TC Sports |
| ------ | ------------------------ | --------- |
|        | Live Report Stats Report |           |

| Chennai City | v                        | Bashundhara Kings |
| ------------ | ------------------------ | ----------------- |
|              | Live Report Stats Report |                   |

| TC Sports | v                        | Maziya |
| --------- | ------------------------ | ------ |
|           | Live Report Stats Report |        |

| Bashundhara Kings | v                        | Chennai City |
| ----------------- | ------------------------ | ------------ |
|                   | Live Report Stats Report |              |

| Maziya | v                        | Chennai City |
| ------ | ------------------------ | ------------ |
|        | Live Report Stats Report |              |

| TC Sports | v                        | Bashundhara Kings |
| --------- | ------------------------ | ----------------- |
|           | Live Report Stats Report |                   |

| Chennai City | v                        | TC Sports |
| ------------ | ------------------------ | --------- |
|              | Live Report Stats Report |           |

| Bashundhara Kings | v                        | Maziya |
| ----------------- | ------------------------ | ------ |
|                   | Live Report Stats Report |        |

### Bảng F
| VT | Đội                      | ST | T | H | B | BT | BB | HS | Đ | Giành quyền tham dự     |
| -- | ------------------------ | -- | - | - | - | -- | -- | -- | - | ----------------------- |
| 1  | Thành phố Hồ Chí Minh FC | 3  | 2 | 1 | 0 | 7  | 4  | +3 | 7 | Vòng đấu loại trực tiếp |
| 2  | Yangon United FC         | 3  | 2 | 1 | 0 | 6  | 4  | +2 | 7 | Vòng đấu loại trực tiếp |
| 3  | Hougang United           | 3  | 1 | 0 | 2 | 5  | 5  | 0  | 3 |                         |
| 4  | Lao Toyota FC            | 3  | 0 | 0 | 3 | 3  | 8  | −5 | 0 |                         |

| Yangon United                         | 2–2                      | Hồ Chí Minh City                     |
| ------------------------------------- | ------------------------ | ------------------------------------ |
| - Uzochukwu 15' - Maung Maung Win 19' | Live Report Stats Report | - Baldé 11' - Nguyễn Công Phượng 42' |

| Lao Toyota     | 1–3                      | Hougang United                            |
| -------------- | ------------------------ | ----------------------------------------- |
| - Jerković 15' | Live Report Stats Report | - Machell 39' - Plazibat 53', 82' (ph.đ.) |

| Yangon United                                     | 3–2                      | Lao Toyota                             |
| ------------------------------------------------- | ------------------------ | -------------------------------------- |
| - Aung Kyaw Naing 18', 84' - Maung Maung Lwin 29' | Live Report Stats Report | - Kawakami 58' - Laércio 90+2' (ph.đ.) |

| Hougang United              | 2–3                      | Hồ Chí Minh City                          |
| --------------------------- | ------------------------ | ----------------------------------------- |
| - Plazibat 77' (ph.đ.), 79' | Live Report Stats Report | - Nguyễn Công Phượng 15' - Baldé 45', 59' |

| Yangon United    | 1–0                      | Hougang United |
| ---------------- | ------------------------ | -------------- |
| - Than Paing 81' | Live Report Stats Report |                |

| Lao Toyota | 0–2                      | Hồ Chí Minh City           |
| ---------- | ------------------------ | -------------------------- |
|            | Live Report Stats Report | - Nguyễn Xuân Nam 72', 90' |

| Hougang United | v                        | Yangon United |
| -------------- | ------------------------ | ------------- |
|                | Live Report Stats Report |               |

| Hồ Chí Minh City | v                        | Lao Toyota |
| ---------------- | ------------------------ | ---------- |
|                  | Live Report Stats Report |            |

| Hồ Chí Minh City | v                        | Yangon United |
| ---------------- | ------------------------ | ------------- |
|                  | Live Report Stats Report |               |

| Hougang United | v                        | Lao Toyota |
| -------------- | ------------------------ | ---------- |
|                | Live Report Stats Report |            |

| Hồ Chí Minh City | v                        | Hougang United |
| ---------------- | ------------------------ | -------------- |
|                  | Live Report Stats Report |                |

| Lao Toyota | v                        | Yangon United |
| ---------- | ------------------------ | ------------- |
|            | Live Report Stats Report |               |

### Bảng G
| VT | Đội                            | ST | T | H | B | BT | BB | HS | Đ | Giành quyền tham dự     |
| -- | ------------------------------ | -- | - | - | - | -- | -- | -- | - | ----------------------- |
| 1  | Ceres Negros FC                | 3  | 2 | 1 | 0 | 10 | 2  | +8 | 7 | Vòng đấu loại trực tiếp |
| 2  | Than Quảng Ninh                | 3  | 1 | 1 | 1 | 7  | 7  | 0  | 4 | Vòng đấu loại trực tiếp |
| 3  | Preah Khan Reach Svay Rieng FC | 3  | 1 | 0 | 2 | 3  | 9  | −6 | 3 |                         |
| 4  | Bali United FC                 | 3  | 1 | 0 | 2 | 5  | 7  | −2 | 3 |                         |

| Ceres–Negros                                   | 4–0                      | Svay Rieng |
| ---------------------------------------------- | ------------------------ | ---------- |
| - Odawara 12' - Grommen 14' - Marañón 55', 70' | Live Report Stats Report |            |

| Bali United                                             | 4–1                      | Than Quảng Ninh |
| ------------------------------------------------------- | ------------------------ | --------------- |
| - Rahmat 46' - Platje 50', 77' - Spasojević 73' (ph.đ.) | Live Report Stats Report | - Lynch 20'     |

| Svay Rieng             | 2–1                      | Bali United      |
| ---------------------- | ------------------------ | ---------------- |
| - Hoy 12' - Mbarga 19' | Live Report Stats Report | - Spasojević 59' |

| Ceres–Negros                           | 2–2                      | Than Quảng Ninh                  |
| -------------------------------------- | ------------------------ | -------------------------------- |
| - Marañón 45+3' (ph.đ.) - Porteria 62' | Live Report Stats Report | - Lynch 26' - Nguyễn Hải Huy 70' |

| Svay Rieng   | 1–4                      | Than Quảng Ninh                                                   |
| ------------ | ------------------------ | ----------------------------------------------------------------- |
| - Mbarga 45' | Live Report Stats Report | - Nguyễn Hải Huy 36' - Laštro 57' - Lynch 77' - Đào Nhật Minh 86' |

| Ceres–Negros                                          | 4–0                      | Bali United |
| ----------------------------------------------------- | ------------------------ | ----------- |
| - Porteria 35' - Marañón 54' (ph.đ.), 69' - Lopez 73' | Live Report Stats Report |             |

| Than Quảng Ninh | v                        | Svay Rieng |
| --------------- | ------------------------ | ---------- |
|                 | Live Report Stats Report |            |

| Bali United | v                        | Ceres–Negros |
| ----------- | ------------------------ | ------------ |
|             | Live Report Stats Report |              |

| Svay Rieng | v                        | Ceres–Negros |
| ---------- | ------------------------ | ------------ |
|            | Live Report Stats Report |              |

| Than Quảng Ninh | v                        | Bali United |
| --------------- | ------------------------ | ----------- |
|                 | Live Report Stats Report |             |

| Than Quảng Ninh | v                        | Ceres–Negros |
| --------------- | ------------------------ | ------------ |
|                 | Live Report Stats Report |              |

| Bali United | v                        | Svay Rieng |
| ----------- | ------------------------ | ---------- |
|             | Live Report Stats Report |            |

### Bảng H
| VT | Đội                | ST | T | H | B | BT | BB | HS | Đ | Giành quyền tham dự     |
| -- | ------------------ | -- | - | - | - | -- | -- | -- | - | ----------------------- |
| 1  | Tampines Rovers FC | 3  | 2 | 1 | 0 | 4  | 2  | +2 | 7 | Vòng đấu loại trực tiếp |
| 2  | Kaya FC-Iloilo     | 3  | 1 | 2 | 0 | 3  | 1  | +2 | 5 | Vòng đấu loại trực tiếp |
| 3  | PSM Makassar       | 3  | 1 | 1 | 1 | 5  | 4  | +1 | 4 |                         |
| 4  | Shan United FC     | 3  | 0 | 0 | 3 | 2  | 7  | −5 | 0 |                         |

| Shan United | 0–2                      | Kaya–Iloilo                       |
| ----------- | ------------------------ | --------------------------------- |
|             | Live Report Stats Report | - Bedic 74' (ph.đ.) - Giganto 85' |

| Tampines Rovers            | 2–1                      | PSM Makassar |
| -------------------------- | ------------------------ | ------------ |
| - Webb 24' - Kopitović 64' | Live Report Stats Report | - Sinaga 68' |

| PSM Makassar                               | 3–1                      | Shan United         |
| ------------------------------------------ | ------------------------ | ------------------- |
| - Giancarlo 3' - Sayuri 53' - Sinaga 90+5' | Live Report Stats Report | - Htet Phyo Wai 78' |

| Kaya–Iloilo | 0–0                      | Tampines Rovers |
| ----------- | ------------------------ | --------------- |
|             | Live Report Stats Report |                 |

| PSM Makassar | 1–1                      | Kaya–Iloilo   |
| ------------ | ------------------------ | ------------- |
| - Saha 22'   | Live Report Stats Report | - Giganto 50' |

| Tampines Rovers            | 2–1                      | Shan United           |
| -------------------------- | ------------------------ | --------------------- |
| - Kopitović 55' - Webb 71' | Live Report Stats Report | - Hein Phyo Win 90+1' |

| Kaya–Iloilo | v                        | PSM Makassar |
| ----------- | ------------------------ | ------------ |
|             | Live Report Stats Report |              |

| Shan United | v                        | Tampines Rovers |
| ----------- | ------------------------ | --------------- |
|             | Live Report Stats Report |                 |

| PSM Makassar | v                        | Tampines Rovers |
| ------------ | ------------------------ | --------------- |
|              | Live Report Stats Report |                 |

| Kaya–Iloilo | v                        | Shan United |
| ----------- | ------------------------ | ----------- |
|             | Live Report Stats Report |             |

| Tampines Rovers | v                        | Kaya–Iloilo |
| --------------- | ------------------------ | ----------- |
|                 | Live Report Stats Report |             |

| Shan United | v                        | PSM Makassar |
| ----------- | ------------------------ | ------------ |
|             | Live Report Stats Report |              |

### Bảng I
| VT | Đội             | ST | T | H | B | BT | BB | HS | Đ | Giành quyền tham dự     |
| -- | --------------- | -- | - | - | - | -- | -- | -- | - | ----------------------- |
| 1  | MUST CPK        | 0  | 0 | 0 | 0 | 0  | 0  | 0  | 0 | Vòng đấu loại trực tiếp |
| 2  | Kitchee FC      | 0  | 0 | 0 | 0 | 0  | 0  | 0  | 0 | Vòng đấu loại trực tiếp |
| 3  | Tatung FC       | 0  | 0 | 0 | 0 | 0  | 0  | 0  | 0 |                         |
| 4  | ? Chưa Xác Định | 0  | 0 | 0 | 0 | 0  | 0  | 0  | 0 |                         |

| Kitchee FC | v                        | Winners of Play-off East Asia |
| ---------- | ------------------------ | ----------------------------- |
|            | Live Report Stats Report |                               |

| MUST CPK | v                        | Tatung |
| -------- | ------------------------ | ------ |
|          | Live Report Stats Report |        |

| Winners of Play-off East Asia | v                        | MUST CPK |
| ----------------------------- | ------------------------ | -------- |
|                               | Live Report Stats Report |          |

| Tatung | v                        | Kitchee FC |
| ------ | ------------------------ | ---------- |
|        | Live Report Stats Report |            |

| Winners of Play-off East Asia | v                        | Tatung |
| ----------------------------- | ------------------------ | ------ |
|                               | Live Report Stats Report |        |

| Kitchee FC | v                        | MUST CPK |
| ---------- | ------------------------ | -------- |
|            | Live Report Stats Report |          |

| Tatung | v                        | Winners of Play-off East Asia |
| ------ | ------------------------ | ----------------------------- |
|        | Live Report Stats Report |                               |

| MUST CPK | v                        | Kitchee FC |
| -------- | ------------------------ | ---------- |
|          | Live Report Stats Report |            |

| Winners of Play-off East Asia | v                        | Kitchee FC |
| ----------------------------- | ------------------------ | ---------- |
|                               | Live Report Stats Report |            |

| Tatung | v                        | MUST CPK |
| ------ | ------------------------ | -------- |
|        | Live Report Stats Report |          |

| Kitchee FC | v                        | Tatung |
| ---------- | ------------------------ | ------ |
|            | Live Report Stats Report |        |

| MUST CPK | v                        | Winners of Play-off East Asia |
| -------- | ------------------------ | ----------------------------- |
|          | Live Report Stats Report |                               |